# Polyscias nossibiensis
Polyscias nossibiensis är en araliaväxtart som först beskrevs av Drake, och fick sitt nu gällande namn av Hermann Harms. Polyscias nossibiensis ingår i släktet Polyscias och familjen Araliaceae. Inga underarter finns listade.